# ジョグジャカルタ駅
ジョグジャカルタ駅（ジョグジャカルタえき、インドネシア語：Stasiun Yogyakarta、ジャワ語：ꦱ꧀ꦠꦱꦶꦪꦸꦤ꧀ꦪꦺꦴꦒꦾꦏꦂꦠ/ꦔꦪꦺꦴꦒꦾꦏꦂꦠ)は、インドネシアのジョグジャカルタにある駅である。トゥグ駅（Stasiun Tugu）とも呼ばれている。

## 概要
当駅より15年前に開業したランプヤンガン駅（Lempuyangan）に次ぐ、市内では2番目に古い鉄道駅で、1887年3月2日に開業した。当初は農産物を運搬する（貨物輸送）目的で建設され、旅客扱いの開始は1905年からである。現在は、ジャカルタ、スラバヤなどからの長距離急行列車や、ジョグジャカルタ国際空港へのアクセス鉄道が発着し、ジョグジャカルタの代表駅として機能している。
プラットホームは、1 - 6番線の計6つあり、1 - 3番線と4 - 6番線の間にレストランや売店、ATM、トラベルカウンターなどが配置されている。当駅前には直接乗り入れてはいないが、数百メートル離れたところにトランス・ジョグジャのバス停留所がある。

## のりば
| 番線 | 路線                                  | 方向  | 行先                                    | 備考 |
| ---- | ------------------------------------- | ----- | --------------------------------------- | ---- |
| 8    | 機回し線                              | 西/東 | N/A                                     |      |
| 7    |                                       | 西/東 | N/A                                     |      |
| 6    | 留置線                                |       | N/A                                     |      |
| 5    | 都市間列車                            | 西/東 | ソロ・バラパン クトアルジョ、クロヤ方面 |      |
| 4    | 都市間列車 プランバナンエクスプレス線 | 西/東 | ソロ・バラパン クトアルジョ、クロヤ方面 |      |
| 3    | 都市間列車                            | 西/東 | ソロ・バラパン クトアルジョ、クロヤ方面 |      |
| 2    | ジョグジャカルタ線                    | 東    | ソロ・バラパン、パルール方面            |      |
| 1    | ジョグジャカルタ国際空港線            | 西    | ジョグジャカルタ国際空港方面            |      |

## 駅周辺
- マリオボロ通り